# 아우크스부르크 대학교
아우크스부르크 대학교(독일어: Universität Augsburg 우니베르지테트 아우크스부르크[*])는 독일 바이에른주 아우크스부르크에 있는 대학교이다. 1970년에 설립되었으며 7개의 학부로 구성되어 있다.
만 오천여 명의 학생들이 등록되어 있는 비교적 젊은 캠퍼스 대학교이다. 학생의 약 14%는 외국에서 온 유학생이며, 이것은 독일의 비슷한 대학교들과 비교하면 높은 수치이다.